# Szlavne
Szlavne (ukránul: Славне) falu Ukrajna Vinnicjai területén, a Vinnicjai járásban. Lakossága a 2001-es népszámlálás idején 146 fő volt. A falu a Deszna partján fekszik, a folyóparttól fenyőerdő választja el. A település két utcával rendelkezik (Ragyanszka és Liszova utca). Önálló önkormányzata nincs, a falu Sztrizsavka községi tanácsához tartozik.